# Juana Azurduy
Juana Azurduy Bermudez (Chuquisaca, 12 de julho de 1780 - 25 de maio de 1862) foi uma militar latino-americana de origem indígena que participou das lutas pela independência da América espanhola.
Nasceu no dia 12 de julho de 1780 em Chuquisaca (atual Sucre) , no Vice-Reino do Rio da Prata. De origem indígena, Azurduy falava além do espanhol, Quíchua e Aymara.

## Vida e carreira militar
Juana Azurduy e seu esposo Manuel Ascencio Padilla participaram da Revolução de Chuquisaca, um levante popular  conhecido pela historiografia como o Primeiro Grito Libertário da América. Ambos se ligaram ao Exército Auxiliar do Norte enviado de Buenos Aires com o objetivo de libertar o Alto Peru e o Peru.
Organizou o “Batalhão dos Leais” que participou da batalha de Ayohuma no dia 9 de novembro de 1813. Após derrota nesta batalha, os exércitos se retiraram da região do Alto Peru e Juana, Padilla e seus companheiros se dedicaram a realizar ações de guerrilha contra os realistas.
Em 8 de março de 1816, Juana dominou temporariamente o Cerro Rico de Potosí, a principal fonte de prata da Espanha, tomando-o.  Foi uma importante colaboradora de Martín Miguel de Güemes e, em 13 de agosto de 1816, recebeu o título de Tenente Coronel através de um decreto de Juan Martín de Pueyrredon, diretor supremo das Províncias do Rio de la Plata.
Em 14 de novembro de 1816, foi ferida em batalha. Seu marido pôde resgatá-la, porém se feriu e faleceu, deixando-a viúva.
No mesmo ano, uma mudança de planos fez com que os militares abandonassem a zona do Alto Peru para avançar pelo Chile. Isso fez com que o apoio logístico às forças de Juana na região diminuissem,  motivo pelo ela se viu obrigada a se deslocar para o sul, unindo-se a Martín Miguel de Güemes.

## Pobreza e esquecimento
À altura da morte de Güemes em 1821, Juana se encontrava em uma situação de pobreza. Em 1825, Simón Bolívar, depois de visitá-la e ver a situação de miséria em que se encontrava, concedeu-lhe o cargo de coronel e lhe outorgou uma pensão. Depois da visita, comentou ao marechal Antônio José de Sucre: “este país não deveria se chamar Bolívia, mas Padilla ou Azurduy porque eles o libertaram”. Em Charcas, conheceu outra mulher importante na independência americana, Manuela Sáenz, também com o título de coronel, quem escreveu a Juana:
Posteriormente o general Sucre aumentou sua pensão, mas ela deixou de recebê-la em 1830 devido às sucessivas mudanças políticas na Bolívia. Em uma carta escrita neste ano quando andava pelas selvas do Chaco, na Argentina, se dirige às autoridades pedindo uma pensão por seu marido, dizendo que “se vêem esgotados os meios que poderiam lhe proporcionar sua subsistência” e que “a sua única filha tudo o que resta são lágrimas”.
Passou vários anos em Salta solicitando ao governo boliviano seus bens que haviam sido confiscados em 1811. A pensão que lhe haviam concedido foi cancelada em 1857 no governo de José María Linares.
Morreu indigente em 25 de maio de 1862 quando estava por completar 82 anos e foi enterrada em uma vala comum.

## Reconhecimento após a morte

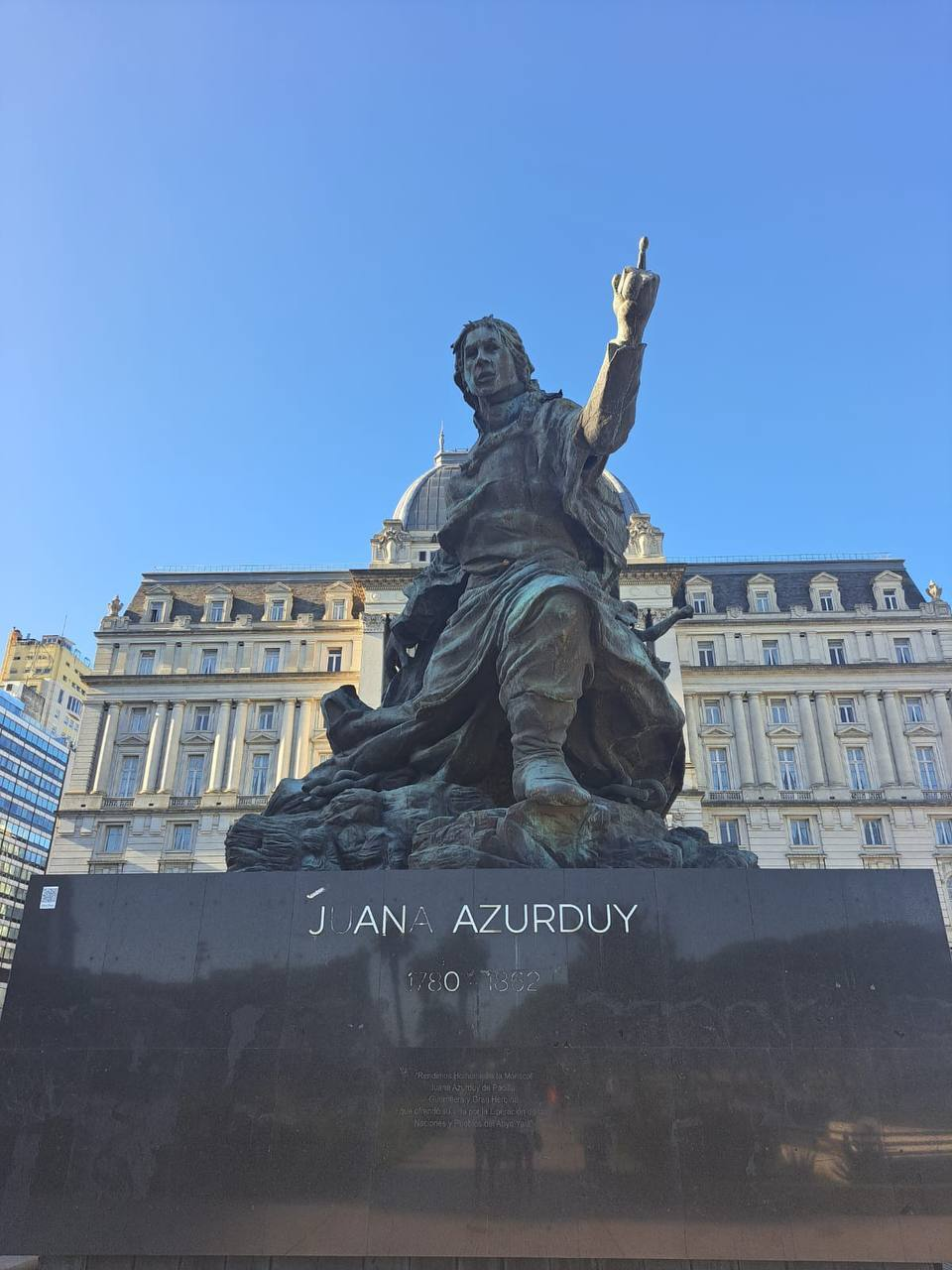
Estátua localizada em Buenos Aires

Seus restos foram exumados 100 anos depois de sua morte e depositados em um mausoléu que foi construído em sua homenagem na cidade de Sucre.
Juana Azurduy foi nomeada General do Exército Argentino por Cristina Fernández de Kirchner, em 2009, e Marechal do Exército da Bolívia por Evo Morales, em 2011 .